# أكد (مدينة)
أكد هي مدينة قديمة كانت عاصمة الإمبراطورية الأكدية، وموقعها غير محدد حتى الآن ولكن يرجح بأنها كانت تقع على الضفة الشرقية لنهر دجلة.

## أكد في النصوص الأثرية
أشير إلى مدينة أكد أول مرة في الكتاب المقدس في سفر التكوين. وأكد كانت إحدى المدن التي بناها نمرود في أرض شنعار. وأشير إلى مدينة أكد في النصوص السومرية والحورية واللولبية باسم أساغادي أو أوري إلا أن الكلمة الاصلية هي أغادي من اللغة الأكدية، ويعود إنشاء مدينة أكد إلى بداية العصر السرجوني، وقد وجد في موقع مدينة سيبار تمثال باسيتيكي والذي قد يمثل الملك نرام سين الذي بنى معبد الإلهة عشتار في مدينة أكد والذي بقي من دمار مدينة أكد والذي أشار إلى كون الإلهة عشتار الإله الرئيسي للمدينة.

## أعلام
- ريموش